# Кабакайка
Кабакайка — река в России, протекает в Красновишерском районе Пермского края. Устье реки находится в 146 км по левому берегу реки Язьва. Длина реки составляет 18 км.
Исток реки находится на отрогах Северного Урала к югу от горы Кабакайка (581 м НУМ) в 25 км к юго-востоку от посёлка Северный Колчим. Течёт на север по ненаселённой местности среди холмов, покрытых таёжным лесом, в среднем течении протекает мимо горы Кабакайка, оставляя её правее. Течение имеет горный характер. Приток — Чёрная (правый). Впадает в Язьву к югу от горы Кайбуш. Ширина реки у устья — 11 метров.

## Данные водного реестра
По данным государственного водного реестра России относится к Камскому бассейновому округу, водохозяйственный участок реки — Кама от водомерного поста у села Бондюг до города Березники, речной подбассейн реки — бассейны притоков Камы до впадения Белой. Речной бассейн реки — Кама.
Код объекта в государственном водном реестре — 10010100212111100005027.